# Kootenay (rzeka)
Kootenay (ang. Kootenai River) – rzeka o długości 655 km, główny dopływ rzeki Kolumbii, płynąca przez Kolumbię Brytyjską, Montanę i Idaho. Jest to jedyna rzeka w Ameryce Północnej, która rozpoczyna swój bieg w Kanadzie, wpływa do Stanów Zjednoczonych, a następnie ponownie kieruje się do Kanady.
Źródło rzeki Kootenay znajduje się w Górach Skalistych, we wschodniej części Kolumbii Brytyjskiej i pierwotnie płynie ona na południe poprzez Park Narodowy Kootenay, przeciskając się przez Rocky Mountain Trench w pobliżu Canal Flats w Kolumbii Brytyjskiej (w miejscu tym dzieli rzekę tylko 1 km od jeziora Kolumbia, górnego biegu rzeki Kolumbia). Rzeka kontynuuje swój bieg na południe w kierunku granicy ze Stanami Zjednoczonymi, tuż przy miejscowości Wardner tworzy zbiornik Koocanusa, utworzony przez tamę Libby Dam, w pobliżu miejscowości Libby. Koocanausa rozciąga się na granicy kanadyjsko-amerykańskiej. Poniżej tamy rzeka zmienia kierunek ku zachodowi, przecinając Idaho, przez miejscowość Bonners Ferry, a następnie w kierunku północnym. Wpływa do Kanady przy miejscowości Creston, i wpada do jeziora Kootenay. Przy miejscowości Nelson ponownie płynie w kierunku południowo-zachodnim i łączy się z rzeką Kolumbia.